# Luigi Demarchi
Luigi Demarchi (Trino, 10 dicembre 1910 – Casale Monferrato, 29 dicembre 1971) è stato un calciatore italiano, di ruolo attaccante.

## Carriera
Ha disputato 4 campionati di Serie A a girone unico nelle file del Casale, totalizzando complessivamente 103 presenze e 27 reti in massima serie, fra le quali spicca quella messa a segno al 72-esimo della sfida esterna con la Lazio del 22 aprile 1934, terminata col successo dei capitolini per 2-1, in quanto è tuttora l'ultima rete realizzata dai nerostellati in Serie A.
Ha inoltre disputato 116 incontri, con 31 reti all'attivo, in Serie B con le maglie di Casale, Vigevano, Pro Vercelli e Padova, centrando, nella stagione Serie B 1929-1930, prima edizione del campionato cadetto, il doppio obiettivo della vittoria in campionato col Casale e nella classifica marcatori.

## Palmarès

### Club

#### Competizioni nazionali
- Campionato italiano di Serie B: 1

Casale: 1929-1930
- Serie C: 1

Casale: 1937-1938

### Individuale
- Classifica cannonieri Serie B: 1

Casale 1929-1930 (26 gol)